# V Brigada Antiaérea
La V Brigada Antiaérea (Flak-Brigade XVIII) fue una unidad de la Luftwaffe durante la Segunda Guerra Mundial.

## Historia
Fue formada en agosto de 1940 en Dinant desde la Brigada Antiaérea Veith*, y controlando todas las unidades antiaéreas en el área de Orleans-Nantes-Brest. En enero de 1943 es trasladada a Rennes. El verano de 1943 es renombrada como 5ª Brigada Antiaérea.
*La Brigada Antiaérea Veith fue formada en junio de 1940 desde el Comando de Defensa Aérea Schwarzwald (20.º Regimiento Antiaéreo), para controlar las unidades Antiaéreas en la violación de la Línea Maginot. Después de que se transfirió al Comando Administrativo Aéreo Francia Occidental y como V Brigada Antiaérea.

## Comandantes
- Teniente General Karl Veith – (agosto de 1940 – 31 de abril de 1942)
- Mayor general Max Schaller – (1 de mayo de 1942 – 2 de enero de 1943)
- Coronel Karl Halberstadt – (6 de enero de 1943 – 20 de enero de 1943)
- Mayor general Karl Löderer – (20 de enero de 1943 – 30 de noviembre de 1943)
- Coronel Alfred Erhard – (1 de diciembre de 1943 – 30 de julio de 1944)
- Coronel Kurt Löhr – (1 de agosto de 1944 – octubre de 1944)
- Coronel Egon Baur – (27 de octubre de 1944 – 3 de abril de 1945)

## Jefes de Operaciones (Ia)
- Capitán Josef Collingro – (1944 – 3 de abril de 1945)

## Orden de batalla
Organización del 1 de noviembre de 1943:
- 15.º Regimiento Antiaéreo (v) en Rennes
- 30.º Regimiento Antiaéreo (v) en Cherbourg
- 59.º Regimiento Antiaéreo (v) en París
- 100.º Regimiento Antiaéreo (motorizada) en Le Havre
- 79.º Regimiento Antiaéreo (motorizada) en Lille
- 18.º Regimiento Antiaéreo (motorizada) en Le Creusot(?)
- General de la Fuerza Aérea Kanal-Inseln
- 165.º Compañía de Operaciones de Comunicaciones Aéreas(?)

El 18.º Regimiento Antiaéreo (motorizada) deja la brigada en diciembre de 1943.
Trasladado a Nimes en febrero de 1944 (Cuartel General más tarde en Orange), ahora con (1 de marzo de 1944):
- 18.º Regimiento Antiaéreo (motorizada) en Toulon
- 86.º Regimiento Antiaéreo (v) en Narbonne
- 69.º Regimiento Antiaéreo (motorizada) en Marseille
- 85.º Regimiento Antiaéreo (v) en Tarascon
- 165.º Compañía de Operaciones de Comunicaciones Aéreas(?)

En agosto de 1944 retirado a Belfort y Strassburg.
Como la 5.º Brigada Antiaérea (ETr.) en septiembre de 1944 (controlando todos los trenes de unidades antiaéreas del Reich) con (1 de octubre de 1944):
Organización del 1 de octubre de 1944:
- 69.º Regimiento Antiaéreo (motorizada)
- 72.º Regimiento Antiaéreo (Ferrocarril)
- 159.º Regimiento Antiaéreo (ETr.)
- 165.º Compañía de Operaciones de Comunicaciones Aéreas(?)

Trasladada a Berlín en octubre de 1944, ahora con (1 de noviembre de 1944):
- 50.º Regimiento Antiaéreo (ETr.)
- 159.º Regimiento Antiaéreo (ETr.)
- 255.º Regimiento Antiaéreo (ETr.)
- 165.º Compañía de Operaciones de Comunicaciones Aéreas(?)

En febrero de 1945 es reasignada a la 30.ª División Antiaérea.

## Subordinados
| agosto de 1940 – marzo de 1941       | II Cuerpo Antiaéreo                             |
| marzo de 1941 – septiembre de 1941   | Comando Administrativo Aéreo Francia Occidental |
| septiembre de 1941 – octubre de 1943 | 11.º Regimiento Antiaéreo(?)                    |
| octubre de 1943 – febrero de 1944    | 13.º Regimiento Antiaéreo                       |
| febrero de 1944 – octubre de 1944    | V Comando Administrativo Aéreo                  |
| octubre de 1944 – febrero de 1945    | Flota Aérea del Reich                           |